# ماريو سانتياغو
ماريو سانتياغو (بالإنجليزية: Mario Santiago)‏ (13 يوليو 1977 ببونس، بورتوريكو في الولايات المتحدة - ) هو ملاكم أمريكي، صنّف ضمن فئة وزن الريشة ‏.

## إحصائيات
خاض خلال مسيرته 19 نزالا، فاز في 18 ولم يتعادل وخسر في 1. فاز بالضربة القاضية في 13 نزالا.

## روابط خارجية
- ماريو سانتياغو على موقع بوكس ريك (الإنجليزية) (registration required)